# Scott McBride
Scott McBride ist ein früherer kanadischer Skeletonfahrer.
Scott McBride war vor allem in der zweiten Hälfte der 1990er Jahre erfolgreich. Sein größter internationaler Erfolg war der Gewinn der Bronzemedaille bei den Skeleton-Nordamerikameisterschaften im Jahr 1998. In den Jahren 1996, 1997 und 1999 war er hinter dem überragenden kanadischen Skeletonpiloten der Zeit, Ryan Davenport, Zweiter der Kanadischen Meisterschaften, 1998 war er dort Dritter. Im Weltcup kam er nicht in die Top-Ten-Ränge, bei der Weltmeisterschaft 1996 in Calgary wurde er 21. Nach seiner aktiven Karriere wurde McBride Trainer und betreut unter anderem Micaela Widmer.